# Joseph Wheeler
Joseph "Fighting Joe" Wheeler (10 de septiembre de 1836 - 25 de enero de 1906) fue un comandante militar y político estadounidense conocido por haber servido como general de caballería en el Ejército de los Estados Confederados durante la guerra de Secesión y como general en el Ejército de los Estados Unidos durante la guerra hispano-estadounidense y la guerra filipino-estadounidense. Durante la mayor parte de la guerra de Secesión fue general en jefe de caballería en el Ejército del Tennessee, y combatió en la mayoría de las batallas que se libraron en el frente occidental.
Entre la guerra de Secesión y la guerra hispano-estadounidense, Wheeler ocupó un escaño en la Cámara de Representantes del estado de Alabama.

## Primeros años
Joseph Wheeler nació cerca de Augusta, Georgia, y pasó la mayor parte de sus primeros años de vida con parientes en Connecticut.  

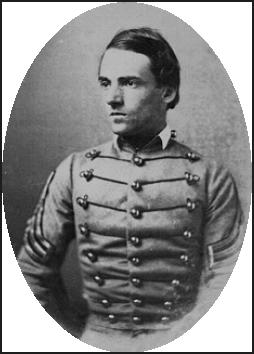
Wheeler en West Point

Wheeler se matriculó en la Academia Militar de los Estados Unidos (conocida como West Point) en julio de 1854. Se graduó el 1 de julio de 1859. Asistió a la Escuela de Caballería de Estados Unidos en Carlisle, Pensilvania, y el 26 de junio de 1860 fue trasladado al Regimiento de Infantería Montada en el Territorio de Nuevo México.
Mientras estaba destacado en Nueva México, Wheeler recibió el apodo de "Fighting Joe" (el Luchador Joe).  El 1 de septiembre de 1860, fue ascendido a subteniente.

## Guerra de Secesión
Al principio de la guerra de Secesión, Wheeler se alistó en el ejército confederado como primer teniente en la artillería de la milicia de Georgia, y fue asignado a Fuerte Barrancas cerca de Pensacola, Florida, bajo el mando del general Braxton Bragg. Después fue asignado a Huntsville, Alabama, para mandar el Decimonoveno Regimiento de Infantería de Alabama y fue ascendido al rango de coronel el 4 de septiembre.
Wheeler y su regimiento lucharon bajo el mando de Bragg en la batalla de Shiloh en abril de 1862. Como comandante interino de brigada, Wheeler quemó los puentes sobre el río Tuscumbia para cubrir la retirada confederada hacia Tupelo, Misisipi.
Wheeler se trasladó a la caballería y brevemente comandó una brigada de caballería en el Ejército del Mississippi. En octubre combatió en la batalla de Perryville, y una vez finalizada la batalla llevó a cabo una acción de retaguardia para proteger la retirada del ejército. Fue ascendido a general de brigada el 30 de octubre y dirigió el Segundo Cuerpo del Ejército del Tennessee. Durante los combates en La Vergne, Tennessee, Wheeler fue herido por un proyectil que explotó cerca de él.
En diciembre de 1862, Wheeler, ahora comandante de toda la caballería del Ejército del Tennessee, luchó para retrasar el avance del Ejército unionista del Cumberland. Después de la batalla de Stones River, mientras el ejército de Bragg se retiraba, Wheeler atacó las líneas de suministro unionistas, quemando tres vapores y haciendo más de 400 prisioneros. El 20 de enero de 1863 fue ascendido a mayor general.

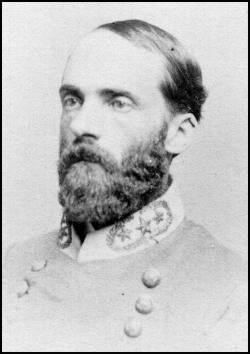
Joseph Wheeler durante la guerra de Secesión

En la batalla de Chickamauga, en septiembre de 1863, las tropas de Wheeler guardaron el flanco izquierdo del enemigo, y cuando el ejército unionista derrotado se reagrupó en Chattanooga, las tropas de Wheeler fueron enviadas a una redada para destruir ferrocarriles y líneas de suministro unionistas. El 2 de octubre su redada en Anderson's Cross Roads destruyó más de 700 vagones de suministro unionistas, y Wheeler entró en McMinnville y capturó su guarnición de 600 hombres. Después de la batalla de Chattanooga, Wheeler cubrió la retirada del general Bragg y fue herido en el pie.
Durante la Campaña de Atlanta del general William Tecumseh Sherman, los cuerpos de caballería a las órdenes de Wheeler llevaron a cabo acciones contra reconocimiento en los flancos del Ejército del Tennessee mientras Joseph E. Johnston se retiraba hacia Atlanta. En julio, Wheeler derrotó las incursiones de caballería de Sherman, permitiendo la captura del mayor general George Stoneman. En agosto, los cuerpos de Wheeler cruzaron el río Tennessee con el fin de destruir el ferrocarril que usaba el general Sherman para suministrar sus tropas. Los hombres de Wheeler capturaron la ciudad de Dalton, pero no pudo derrotar la guarnición unionista. Continuó sus incursiones al oeste, y causó trastornos menores en el Ferrocarril de Nashville y Chattanooga Railroad y después continuó al sur hasta cruzar el Tennessee de nuevo en Tuscumbia. La incursión de Wheeler fue contraproducente porque causó daños menores al tiempo que negaba al general John Bell Hood el uso de la caballería de Wheeler. Hood fue derrotado en Jonesborough y obligado a evacuar Atalanta.
A finales de 1864, la caballería de Wheeler fue casi la única fuerza eficaz a la hora de oponerse a la marcha de Sherman hacia el mar a Savannah. Sin embargo, la indisciplina de sus tropas causó muchas quejas entre los habitantes de Georgia.
Wheeler y sus tropas continuaron oponiéndose a Sherman durante la Campaña de Carolinas. Derrotó a una fuerza de caballería bajo el general de brigada Judson Kilpatrick en Carolina del Sur en la batalla de Aiken. Mientras intentando cubrir la huida del presidente confederado Jefferson Davis, Wheeler fue capturado en Conyer's Station. Encarcelado en Fort Monroe y en Fort Delaware, y fue liberado el 8 de junio.
Durante su carrera en el Ejército Confederado, Wheeler fue herido tres veces, y 16 monturas recibieron disparos debajo de él.

## Congreso de los Estados Unidos

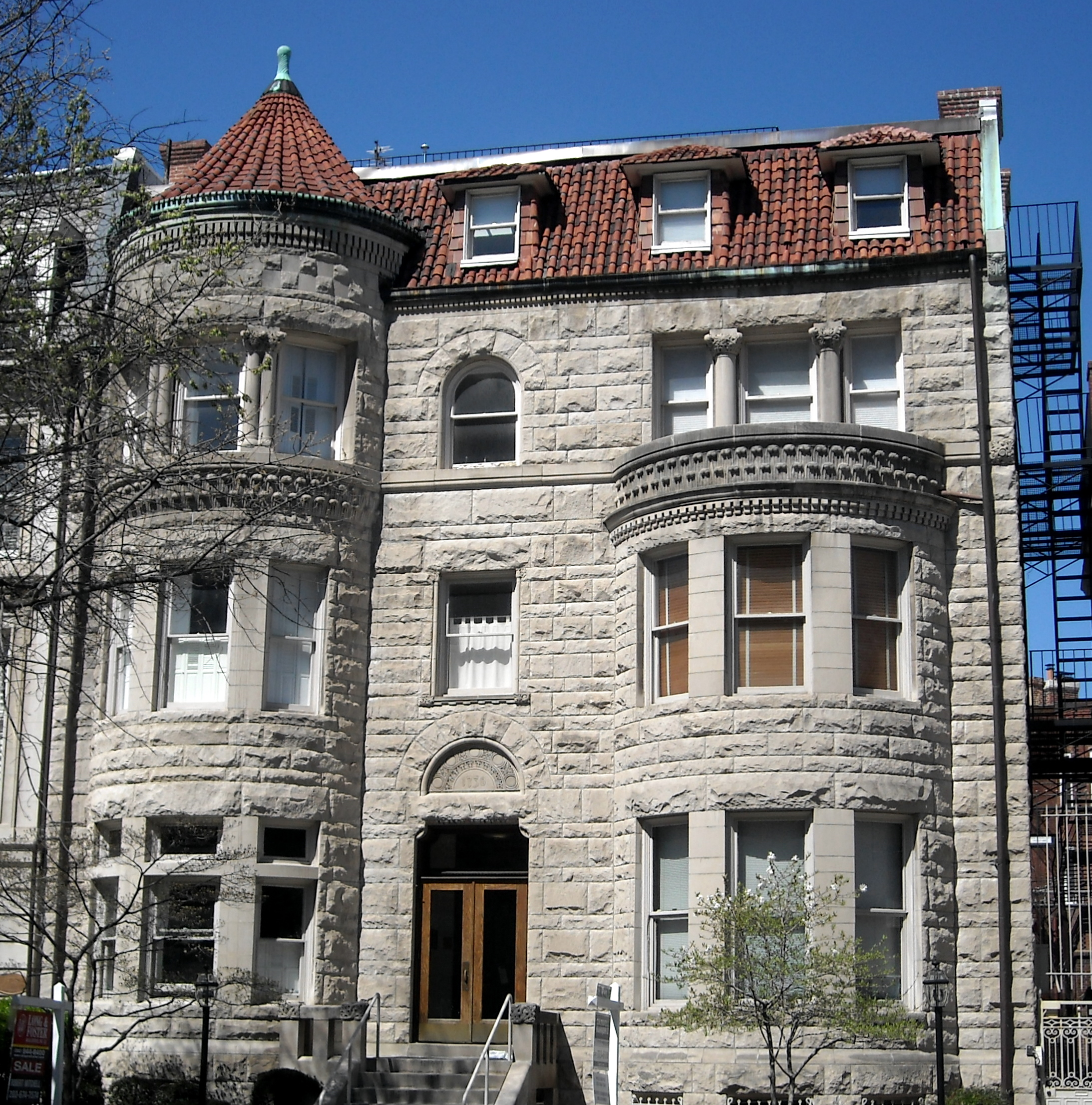
La residencia de Wheeler en Washington D. C.

Después de la guerra, Wheeler se convirtió en plantador y abogado cerca de Courtland, Alabama, donde se casó y crio una familia. 
En 1880, Wheeler fue elegido como demócrata a la Cámara de Representantes de los Estados Unidos. Pero el oponente de Wheeler, William M. Lowe, impugnó los resultados y tras una batalla legal que duró más de un año, Lowe fue declarado ganador. Lowe, sin embargo, sirvió solo cuatro meses antes de morir de tuberculosis, y Wheeler ganó una elección especial para servir las restantes semanas del mandato.
Wheeler no compitió para la reelección en 1882, pero fue elegido otra vez en 1884, y fue reelegido siete veces antes de renunciar en 1900. Mientras en Congreso, Wheeler intentó arreglar la ruptura entre el Norte y el Sur, y apoyó políticas para reconstruir los estados sureños.

## Guerra hispano-estadounidense

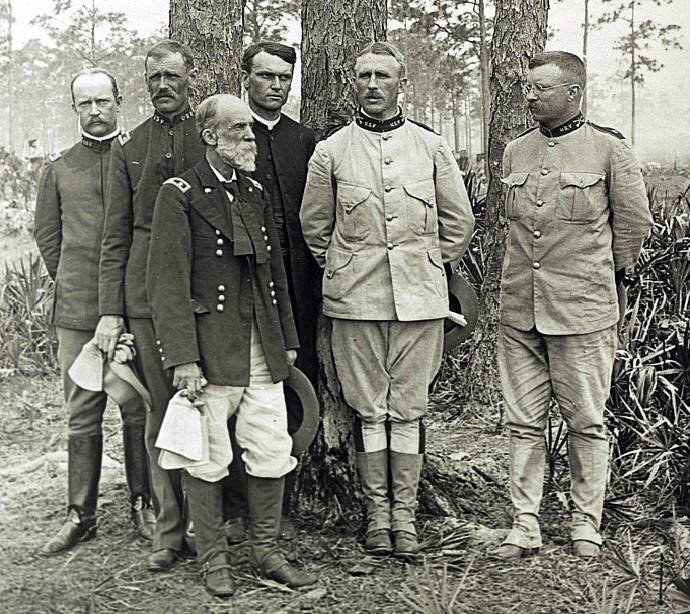
Personal del Primero Regimiento de Voluntarios de Estados Unidos-- Joseph Wheeler está en el frente a la izquierda.

En 1898, Wheeler, a los 61 años de edad, se presentó para la guerra hispano-estadounidense, y fue nombrado mayor general por el presidente William McKinley. Asumió el mando de la división de caballería que incluía a los Rough Riders de Theodore Roosevelt. Zarpó a Cuba y se le encargó realizar operaciones de reconocimiento para el avance estadounidense por el general William Rufus Shafter. Se le ordenó no enfrentarse al enemigo antes de que el desembarco estadounidense ya hubiera terminado.
Acercándose a Las Guasimas de Sevilla, informes estadounidenses sugirieron que los españoles estaba defendiendo su posición con un cañón de campaña; sin embargo exploradores cubanos decían que los españoles había recibido órdenes de retirarse. Wheeler pidió la ayuda de las fuerzas cubanas en un ataque inmediato, pero su comandante se negó. Wheeler decidió atacar de todos modos, y apresuró a sus hombres al frente en la batalla de las Guásimas, el primer enfrentamiento importante de la guerra.
Los españoles lograron detener el avance estadounidense, y continuó su retirada hacia las defensas externas de Santiago según sus planes originales. En la batalla, murieron 17 estadounidenses y fueron heridos 52, mientras que siete españoles murieron y siete fueron heridos.
Wheeler enfermó seriamente durante la campaña y entregó el mando al general de brigada Samuel S. Sumner. Wheeler todavía estaba incapacitado durante la batalla de las Colinas de San Juan, pero, al oír las armas, volvió al frente a pesar de su enfermedad. Volvió a su mando, y, al tomar las alturas, aseguró al general William R. Shafter que podían mantenerse en la posición durante un contraataque. Dirigió la división durante el asedio de Santiago de Cuba y fue un miembro superior de la comisión de paz.

## Guerra filipino-estadounidense
Wheeler zarpó a las Filipinas para luchar en la guerra filipino-estadounidense, llegando allí en agosto de 1899. Comandó la Primera Brigada en la Segunda División de Arthur MacArthur hasta enero de 1900. Durante este periodo, Wheeler fue sacado del servicio voluntario y comisionado como general de brigada en el ejército regular.

## Vida posterior

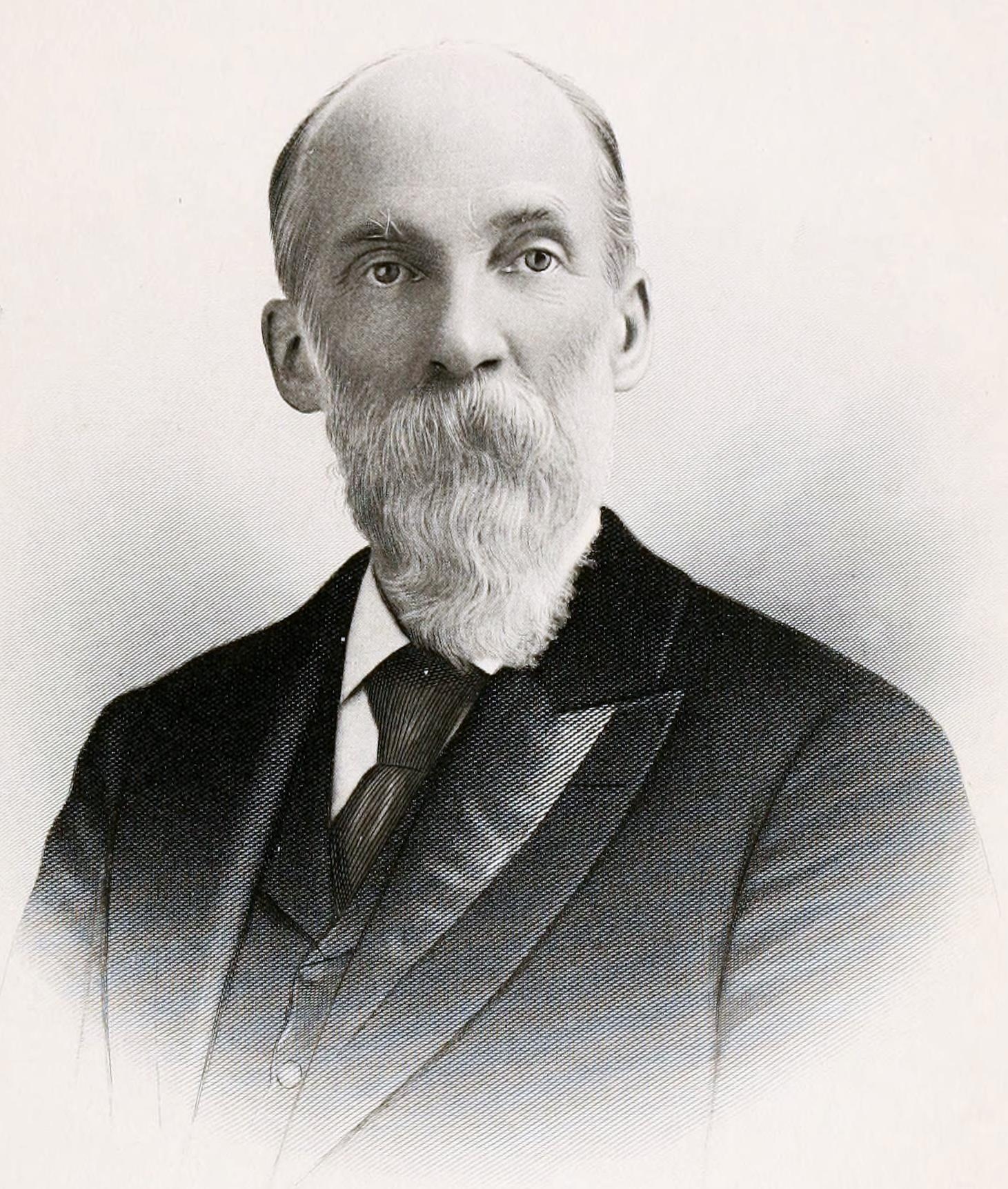
Wheeler en su vida más tarde

Wheeler escribió varios libres sobre historia y estrategia militar, así como sobre temas civiles.
Wheeler murió en Brooklyn el 25 de enero de 1906, a los 69 años. Es uno de los pocos ex oficiales confederados enterrados en el Cementerio Nacional de Arlington.

## Legado

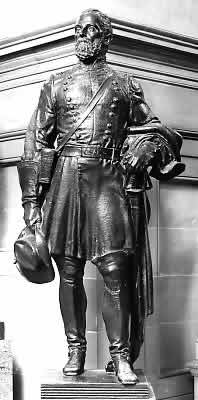
Estatua de Wheeler en el Salón Nacional de las Estatuas

En 1925, el estado de Alabama donó una estatua de bronce de Joseph Wheeler al Salón Nacional de las Estatuas en el Capitolio de los Estados Unidos. Además varias ubicaciones en Alabama son nombradas en su honor, incluyendo el Parque Estatal Joe Wheeler, el Lago y Presa Wheeler, y el Refugio nacional de vida silvestre Wheeler. Además, la Escuela Secundaria Joseph Wheeler en Marietta, Georgia, y el Condado de Wheeler, Georgia son nombrados en su honor.